# Bliznatsi (distrikt i Bulgarien, Sjumen)
Bliznatsi (bulgariska: Близнаци) är ett distrikt i Bulgarien.   Det ligger i kommunen Obsjtina Chitrino och regionen Sjumen, i den nordöstra delen av landet, 300 kilometer öster om huvudstaden Sofia.
Trakten runt Bliznatsi består till största delen av jordbruksmark. Runt Bliznatsi är det ganska glesbefolkat, med 25 invånare per kvadratkilometer.